# 长岗镇 (随县)
长岗镇，是中华人民共和国湖北省随州市随县下辖的一个乡镇级行政单位。

## 行政区划
长岗镇下辖以下地区：
绿林社区、喻家湾村、庹家畈村、洪山坪村、熊氏祠村、珍珠泉村、黄木埫村、东庄畈村、大洪山村和绿水村。